# Suverena velika loža Malte
Suverena velika loža Malte (engl. Sovereign Grand Lodge of Malta), skraćeno SGLOM, je regularna slobodnozidarska velika loža u Malti. Osnovana je 2004. godine.

## Povijest
Velika loža Irske je 1851. godine u Floriani osnovala Ložu "Leinster" (Leinster Lodge) br. 378 nazvanu po istoimenoj provinciji. Godine 1899. osnovana je Loža "Abercorn" br. 273 u Senglei koja je preuzela ložinski broj od Lože "14. zmajske" osnovane 1756. godine. Velika loža Irske je još osnovala dvije lože na Malti, Ložu "Feničani" br. 906 (1999.) i Ložu "Hospitalci" br. 931 (2003.). S druge strane, Ujedinjena velika loža Engleske je 1988. godine osnovala Ložu "Grof Roger od Normandije" br. 9265. Engleska velika loža je osnovala još dvije svoje lože u Malti.
Pet spomenutih loža je 18. studenoga 2004. godine u Valletti uspostavilo Suverenu veliku ložu Malte. Istoga dana Loža "Leinster" je promijenila naziv u Loža "Mikiel Anton Vassalli". Naredne, 2005., godine osnovane su još dvije lože, Loža "Ars Discendi" i Loža "Flos Mundi".
Godine 2009. skupina članova se odvojila i osnovala svoju Veliku ložu Malte.
Godine 2010. osnovana je Loža "Bijelo more" (White Sea Lodge) koja 2019. mijenja naziv u Loža "Večernja zvijezda". Tih godina osnivaju se još tri lože: Loža "Mare Nostrvm" (2011.), Loža "Utopija" (2013.) i Loža "Spartaco Mennini" (2013.).
Početkom 2020-ih osnivaju se tri lože: Loža "Deae Matres" (2021.), Loža "Mario Mezzadri" (2022.) i Loža "Templari" (2023). U studenom 2024. godine osnovane su tri lože: "Universitas", "Quatuor Coronati" i "Giuseppe Garibaldi". Nakon toga osnovana je i Loža "Harmonija", koja radi na turskom jeziku, s ciljem zajedničke suradnje Suverene velike lože Malte i Velike lože Turske.

## Ustroj
Sjedište Suverene velike lože Malte je u Valletti.

### Lože
U srpnju 2025. godini pod okriljem ove velike lože radi 19 loža.
- Loža "Mikiel Anton Vassalli" (Loġġia Mikiel Anton Vassalli) br. 1, Valletta – nosi naziv po malteškom jezikoslovcu Mikielu Antonu Vassalliju od 2004., a osnovana je 1851. godine kao Leinster Lodge No 378 pod zaštitom Velike lože Irske.
- Loža "Abercorn" (Abercorn Lodge) br. 2, Valletta[14] – nosi naziv po škotskom selu Abercorn i vojvodstvu Abercorn u irskom plemstvu i osnovana je 1899. godine kao loža br. 273 pod zaštitom Velike lože Irske.
- Loža "Grof Roger od Normandije" (Count Roger of Normandy Lodge) br. 3, Valletta – nosi naziv po grofu Rogeru I. i osnovana je 1988. godine kao loža br. 9265 pod zaštitom Ujedinjene velike lože Engleske.[5]
- Loža "Feničani" (Fenici Lodge) br. 4[a] – nosi naziv po Feničanima i osnovana je 1991. godine kao loža br. 906 pod zaštitom Velike lože Irske.
- Loža "Hospitalci" (Hospitaliers Lodge) br. 5[a] – nosi naziv po vitezovima Hospitalcima, današnjim Malteškim vitezovima; osnovana je 2003. godine kao loža br. 931 pod zaštitom Velike lože Irske.
- Loža "Ars Discendi" (Ars Discendi Lodge) br. 6[a] – nosi naziv po latinskom izrazu što u prijevodu znači "Umijeće učenja".
- Loža "Flos Mundi" (Loġġia Flos Mundi) br. 7[a] – nosi naziv po latinskom izrazu što u prijevodu znači "Cvijet svijeta".
- Loža "Večernja zvijezda" (Evening Star Lodge) br. 8[15][a] – nosi naziv po pučkom nazivu i antroponimu za planet Veneru.
- Loža "Mare Nostrum" (Mare Nostrvm Lodge) br. 9[a] – nosi naziv po latinskom nazivu za Sredozemno more.
- Loža "Utopija" (Utopia Lodge) br. 10[a]
- Loža "Spartaco Mennini" (Spartaco Mennini Lodge) br. 11[a] – nosi naziv po talijanskom masonu Spartacu Menniniju
- Loža "Deae Matres" (Deae Matres Lodge) br. 12[a] – nosi naziv po latinskom izrazu što u prijevodu znači "Majka Božica".[11]
- Loža "Mario Mezzadri" (Mario Mezzadri Lodge) br. 13[a] – nosi naziv po talijanskom masonu Mariu Mezzadriju.[12]
- Loža "Templari" (Templaris Lodge) br. 14[a] – nosi naziv po vitezovima Templarima.
- Loža "Universitas" (Universitas Lodge) br. 15[a] – nosi naziv po latinskom nazivu za sveučilište.
- Loža "Quatuor Coronati" (Quatuor Coronati Lodge) br. 16[a] – istraživačka loža nosi naziv po najstarijoj istraživačkoj Loži "Quatuor Coronati" br. 2076, osnovanoj 1886. godine pod zaštitom Ujedinjene velike lože Engleske.
- Loža "Giuseppe Garibaldi" (Giuseppe Garibaldi Lodge) br. 17[a] – nosi naziv po talijanskom revolucionaru i masonu Giuseppeu Garibaldu.
- Loža "Harmonija" (Harmonia Lodge; turs. Harmonia Locası) br. 18[a] – radi na turskom jeziku.
- Loža "Virtus Sapientiae" (Virtus Sapientiae Lodge) br. 19[a] – nosi naziv po latinskom izazu za "snagu mudrosti."

### Uprava
Suverenom velikom ložom Malte upravlja veliki majstor (engl. Grand Master) koji se bira na trogodišnje razdoblje. Dosadašnji veliki majstori su:
1. Joseph Cordina (2004. – 2010.)
2. Anthony Pisani (2010. – 2019.)
3. Simon Cusens (od 2019.)[16][17]

### Međunarodna suradnja
Velika loža sudjeluje u radu Svjetske konferencije regularnih masonskih velikih loža. Također, potpisala je povelje o prijateljstvu i međusobnom priznavanju s gotovo 130 regularnih velikih loža.

### Obredi
Suverena velika loža Malte upravlja simboličkim stupnjevima plave lože (učenik, pomoćnik i majstor) i delegira upravljanje visokim stupnjevima na dodatna tijela i redove.

## Pridružena tijela i redovi
Upravljanje visokim masonskim stupnjevima Suverena velika loža Malte provodi kroz pridružena tijela i redove od kojih svaki predstavlja jedan obred a na temelju potpisanih konkordata.
- Sveti kraljevski luk
- Red majstora znaka i Mornar kraljevske arke.